# Kempō Karate

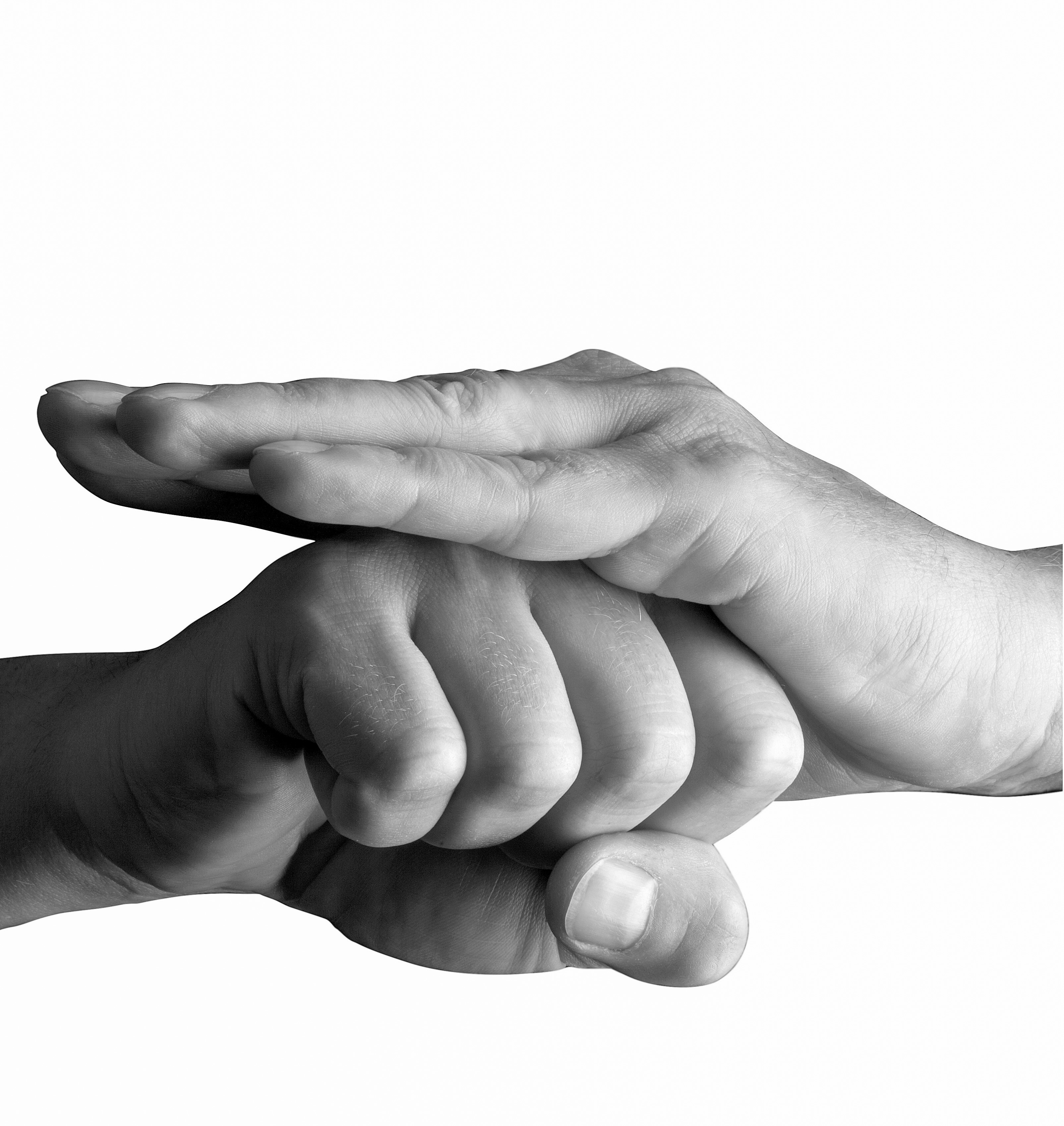
Kempō-Gruß

Kempō Karate, kurz auch Kempō (jap. 拳法 kenpō, kana けんぽう, wörtlich „Faustlehre“, sinngemäß „Lehre der Faust-Kampftechnik“) genannt, ist ein japanischer Sammelbegriff für verschiedene Kampfkünste. Der Begriff selbst ist die japanische Aussprache des gleichgeschriebenen chinesischen Begriffs Quánfǎ.

## Wortursprung
Die romanisierte Schreibweise Kempō (veraltet) bzw. Kenpō (Hepburn) rührt von den verschiedenen Transkriptionssystemen des Japanischen zu den Kanjis bzw. Hanzis (chinesisch 拳法, Pinyin quánfǎ, W.-G. ch'üan-fa, Jyutping kyun4faat1) her, die in China auf Hochchinesisch als Quánfǎ, veraltet Chuan-fa transkribiert und ausgesprochen werden. Im chinesischen Ursprungsland ist Quánfǎ ein gebräuchlicher Oberbegriff für alle Kampfkunstsysteme. Auf Okinawa und in Japan wurde der chinesische Begriff Kempō bzw. Kenpō in den Jahren nach 1930 ersetzt durch “Karate” (historisch als 唐手, kana からて, wörtl. „chinesische Hand“, besser „chinesische Technik“, heute 空手, kana からて, wörtl. „leere Hand“, besser „waffenlose Technik“). Die historische Gründe zur Entscheidung und Nutzung der neuen Kanji-Schreibweise für “kara”-te sind vermutlich mehrere. Einerseits weil es historisch bedingt eine waffenlose Kampfkunst ist, anderseits können sicherlich nationalistische Hintergründe nicht ausgeschlossen werden, um die historische Herkunft und Verbindung dieser Kampfkunst zu verschweigen. Diese „Namensänderung“, durch den homophonen Austausch der ursprünglichen Schriftzeichen fand gegen Ende der Meji-Zeit (1868–1911) statt, in einer Zeit, wo der Nationalismus im Kaiserreich Japan (siehe Japanischer Nationalismus) und weltweit erwachte. (vgl. Tang Soo Do)
Die heute sprachlich übliche romanisierte Schreibung Kenpō nach Hepburn (Kunrei), im Vergleich zur veraltete Schreibung Kempō, wird außerdem als markenrechtliche Abgrenzung – vgl. Wing Chuns Namensrechte – verschiedene Stile (流 ryū) genutzt.

## Geschichte
Auswanderer von der Insel Okinawa und dem chinesischen Festland brachten ihre Kampfkünste mit nach Hawaii. 1937 wurde unter James Mitose und William Chow der Official Self Defense Club in Honolulu eröffnet, wo unter dem Stilnamen “Kenpo” Jiu Jitsu unterrichtet wurde. Eine Kampfkunst entstand, die japanische Kempō-Techniken mit chinesischen Kung-Fu-Techniken vermischte. Ende der vierziger Jahre trennten sich ihre Wege und Chow gründete seine eigene Schule. Ein Schüler Chows, Ed Parker, entwickelte aus dem bislang Erlernten einen eigenen Stil, indem er Techniken aus dem Boxen, dem Kali sowie dem Ringen mit einbrachte. Er nannte ihn “Ed Parker’s Kenpo Karate” oder auch “American Kenpo Karate”. Chow änderte den Namen seines Stils von “Kenpo” (jap. 拳法 kenpō) auf “Kara-Ho Kempo” (jap. 唐法拳法 kara-hō kempō, also „chinesische Faust-Kampftechnik“), um eine Verbindung mit Ed Parkers Stil zu vermeiden. Nach dem Tod Ed Parkers gründeten einige seiner Schüler ihre eigenen “Kenpo”-Systeme, die allerdings alle auf der Basis der Lehre Ed Parkers aufbauen.

## Abgrenzung
Kempō Karate ist dem traditionellen Karate in Inhalten und Etikette (Reishiki) sehr ähnlich. Es werden japanische Fachbegriffe und Wendungen verwendet anstelle der chinesischen Sprache. Auch kleinere Unterschiede im Zeremoniell tendieren ein wenig stärker in Richtung Japan. Die Techniken sind weitgehend identisch zum traditionellen Karate (unterschiedlicher Stilrichtungen), das sich seinerseits aus dem Shaolin-Quánfǎ entwickelt hat.

## Chinese Kara-Ho Kempō Karate
Chinese Kara-Ho Kempō Karate ist ein auf Hawaii entwickelter eigenständiger Kampfkunst-Stil. Kempō oder Kenpō wurde über Jahrhunderte in China und auf den japanischen Inseln (insbesondere auf der Hauptinsel Okinawa, hist. Königreich Ryūkyū) geformt, ehe es in der ersten Hälfte des 20. Jahrhunderts durch Einwanderer aus Asien Hawaii erreichte. Dort entwickelte Professor William Kwai Sun Chow (1914–1987), Sohn eines immigrierten buddhistischen Mönches (Hoon Chow) und einer hawaiischen Mutter (Rose Naehu), eine eigene Stilrichtung, welcher er den Namen “Kara-Ho” (Einheit von Körper, Geist, Seele und Verstand) gab. Nach diversen Namensänderungen (u. a. “Thunderbolt Kenpo” und “Shaolin Kenpo”) entschied sich Chow für den Namen Chinese Kara-Ho Kempo Karate (kurz Kara-Ho Kempō), um damit die Vereinigung von den chinesischen Wurzeln seiner Kampfkunst mit dem japanischen Kempō (von Mitose) auszudrücken.
Durch Großmeister Samuel Alama Kuoha (geb.1946), Schüler Chows und jetziges Oberhaupt des Systems, gelangte “Kara-Ho Kempo” Mitte der 1970er Jahre auf das amerikanische Festland. Inzwischen wird der Stil an Dōjōs in Nordamerika, Australien und Europa gelehrt, in denen ca. 6000 Schüler trainieren. In den 70er Jahren wurde durch Großmeister Kuoha in Zusammenarbeit mit Chow das System grundlegend überarbeitet und stellt heute eine sich extrem von anderen Kempō-Karate-Stilen unterscheidende Kampfkunst dar, so dass im Grunde keine Verwandtschaft mehr erkennbar ist.
Inhalt sind Selbstverteidigungstechniken und Kata, darunter zwölf waffenlose und über fünfzig mit traditionellen japanischen, chinesischen, hawaiischen und philippinischen Waffen. Besonderer Wert wird auf die Anwendung von Ki (Qi), die innere Energie gelegt. Die innere Energie wird nach Tōhei Kōichi Sensei (Aikidō) gelehrt, und zwar in Form der vier Ki-Prinzipien: den einen Punkt halten, totale Entspannung, das Gewicht unten halten, Ki fließen lassen. Diese Prinzipien wurden vom Shihan John Damian (Aikidō) in das System eingeführt, als er Großmeister Kuoha in den Siebzigern unterrichtete.
Seit 1999 wird Kara-Ho Kempō auch in Europa unterrichtet. Zurzeit existieren in Deutschland vier Dōjōs: eines in München, ein weiteres in Nossen, welches nahe Dresden liegt, und eines in Dresden. In Berlin gibt es die Möglichkeit, die Kampfkunst nach Professor Chow zu trainieren.

## American Kenpō Karate (Ed Parkers Kenpō)
American Kenpo Karate ist eine von Edmund Kealoha Parker geschaffene Kampfkunst, die eine alte, aber andererseits auch eine moderne Methode der Selbstverwirklichung und Selbstverteidigung darstellt. Alte, effektive Kampftechniken wurden mit Erkenntnissen der moderneren Wissenschaft kombiniert, was auch auf der “Straße” funktionieren soll. Alte Kampftechniken wurden nach wissenschaftlichen Gesichtspunkten zu einem logischen System zusammengefügt. American Kenpo enthält Einflüsse aus der chinesischen, japanischen, okinawanischen, hawaiischen und amerikanischen Kultur.
In den 1970er Jahren brachte Rainer Schulte, ein Amerikaner mit deutschen Wurzeln, Ed Parkers Kenpo Karate nach Europa. Erster Vertreter in Deutschland war Christian Springer (IKKA). Nach vielen Jahren Inaktivität in Deutschland wurde 1996 die American Kenpo Karate Association (AKKA) durch Mirco Berwing gegründet und in Folge weitere Schulen aufgebaut.
Fachverbände in Deutschland
- American Kenpo Karate Association (AKKA)

## Shaolin-Kempō (Kempō Naadaa)
In dieser Kampfkunst sollen Körper, Geist und Seele durch Meditation und Taijiquan sowie Goshin-Jutsu und Shaolin-Kempō und die Waffentechniken Bō, Arnis und Schwert durch ein ganzheitliches Trainingsprinzip in Einklang gebracht werden. Die Waffenkünste sind dem zweiten und ersten (und damit höheren) Kyū-Grad vorbehalten, da für den Umgang mit Waffen technisches Können Voraussetzung ist. Ziel des Trainings sind die Verbesserung der Körperbeherrschung und die Selbstfindung durch die Effekte des Qigong und des Taijiquans.
Europäische Sichtweise:
Shaolin-Kempō (Kempō Naadaa) ist das Grundlagensystem des Chen Tao Wushu (Kampfkünste von Shifu Tze). Man versteht darunter in Europa, insbesondere in den Niederlanden, Belgien, Italien und Deutschland in erster Linie die Kampfkunst, die Shifu Tze in den 1950er-Jahren in die Niederlande eingeführt hat und die von ihm zwischen 1966 und ca. 1985 auch in Deutschland, vornehmlich am Niederrhein und im Ruhrgebiet unterrichtet und verbreitet wurde. Shifu Tze erlernte in den 1930er und 1940er Jahren in Asien verschiedene Kampfsysteme und brachte dieses Können und Wissen dann nach Europa.
Fachverbände in Deutschland
- World-Martial-Arts-Association Republic of China (WMAA-ROC)
- Kampfkunst Kollegium Deutschland
- KF Karate Fachsportschulen – größte deutsche Schulkette die Kempo Karate praktiziert
- Deutsche Wushu Federation (DWF) mit den Fachschaften "Shaolin Kempo" und "Chen Tao Wushu"